# 双酚B
双酚B（英語：Bisphenol B，缩写BPB，系统名2,2-双(4-羟基苯基)丁烷，2,2-Bis(4-hydroxyphenyl)butan）是一种芳香型有机化合物，化学式C
16H
18O
2，和双酚A结构类似，同属于双酚系列，但多了一个甲基基团。